# Регби на летних Олимпийских играх 1908
Соревнования по регби на летних Олимпийских играх 1908 прошли 19 августа. Приняли участие две мужские команды по 15 человек, которые разыграли один комплект медалей.

## Медали

### Общий медальный зачёт
(Жирным выделено самое большое количество медалей в своей категории; принимающая страна также выделена)
| Общее количество медалей |                |        |         |        |       |
| Место                    | Страна         | Золото | Серебро | Бронза | Всего |
| 1                        | Австралазия    | 1      | 0       | 0      | 1     |
| 2                        | Великобритания | 0      | 1       | 0      | 1     |

### Медалисты
| Дисциплина | Золото | Серебро | Бронза |
| Мужчины    | Австралазия Сидней Миддлтон · Артур Маккейб · Чарльз Макмёртри · Чарльз Расселл · Кристофер Маккиватт · Даниэль Кэрролл · Малкольм Макартур · Фрэнк Смит · Джон Хиккей · Джамбо Барнетт · Патрик Маккью · Филлип Кармайкл · Боб Крейг · Том Гриффин · Томас Ричардс | Великобритания А. Лоури · А. Уилкокс · Артур Уилсон · Бертрам Соломон · Джон Соломон · К. Маршалл · Э. Джонс · Эдвард Джекетт · Ричард Джекетт · Джон Треваскис · Джеймс Джоус · Джеймс Дейви · Фредерик Дин · Николас Трегурта · Томас Уэдж | —      |

## Соревнование
| 19 августа 1908                                                                                             | \| Австралазия \| 32:3 (13:0) \| Великобритания \| \| Филлип Кармайкл — 11 Даниэль Кэрролл, Артур Маккейб — 6 Джон Хиккей, Кристофер Маккиватт, Томас Ричардс — 3 \| Голы \| Бертрам Соломон — 3 \| | Уайт-Сити           |
| Австралазия                                                                                                 | 32:3 (13:0) | Великобритания      |
| Филлип Кармайкл — 11 Даниэль Кэрролл, Артур Маккейб — 6 Джон Хиккей, Кристофер Маккиватт, Томас Ричардс — 3 | Голы | Бертрам Соломон — 3 |

## Составы команд

### Австралазия
- Сидней Миддлтон
- Артур Маккейб
- Чарльз Макмёртри
- Чарльз Расселл
- Кристофер Маккиватт
- Даниэль Кэрролл
- Эммануэль Макартур
- Фрэнк Смит
- Джон Хиккей
- Джамбо Барнетт
- Патрик Маккью
- Филлип Кармайкл
- Роберт Крейг
- Томас Гриффен
- Томас Ричардс

### Великобритания
- А. Лоури
- А. Уилкокс
- Артур Уилсон
- Бертрам Соломон
- Джон Соломон
- К. Маршалл
- Е. Джонс
- Эдвард Джекетт
- Ричард Джекетт
- Джон Треваскис
- Джеймс Джоус
- Джеймс Дейви
- Фредерик Дин
- Николас Трегурта
- Томас Уэдж